# Hájky (přírodní památka)
Hájky či Hájky u Šebkovic je přírodní památka v okrese Třebíč západně od obce Šebkovice. Oblast spravuje Krajský úřad Kraje Vysočina. Důvodem ochrany je souvislý lipový háj s bohatým podrostem.

## Popis
Památka je tvořena lesním porostem na severním svahu nad pravostranným přítokem Šebkovického potoka. Oblast se nachází na východním okraji velkého lesa nedaleko kopců Tašky, Brdo a Holého kopce. Památka je obklopena poli, památka je složena z lipového porostu pravidelně vysázeného v přesném pětníkovém sponu. Nejstarší lípy pochází z cca 18. století, mladší lípy pochází cca ze 40. let 20. století a nejmladší jsou aktuální. Okraj oblasti je tvořen jehličnany.

## Flóra
Oblast je starý lipový háj, tvořený pravidelně sázenými lípami srdčitými (Tilia cordata), v oblasti se však nachází i smrk ztepilý (Picea abies) nebo nechtěné skupiny akátu (Robinia pseudacacia). V oblasti se nachází i křoviny jako např. brslen evropský (Euonymus europaeus), brslen bradavičnatý (Euonymus verrucosus), bez černý (Sambucus nigra), srstka angrešt (Ribes uva-crispa), střemcha obecná (Prunus padus) nebo ostružiník (Rubus sp.).
V oblasti se nachází bylinné patro, typickými druhy jsou bažanka vytrvalá (Mercurialis perennis), česnek planý (Allium oleraceum), dymnivka dutá (Corydalis cava), jahodníky (Fragaria vesca, Fragaria moschata), kokořík mnohokvětý (Polygonatum multiflorum), kostival hlíznatý (Symphytum tuberosum), kopytník evropský (Asarum europaeum), orsej jarní (Ficaria verna), plicník lékařský (Pulmonaria officinalis), podbílek šupinatý (Lathraea squamaria), rulík zlomocný (Atropa bella-donna), samorostlík klasnatý (Actaea spicata), srstka angrešt (Ribes uvacrispa), žindava evropská (Sanicula europaea) a bradáček vejčitý (Listera ovata). Byly zjištěny také houby outkovka kuzská (Brunneoporus kuzyanus), což je prvotní výskyt v oblasti Českomoravské vrchoviny.

## Fauna
Do roku 2024 byl prozkoumán pouze výskyt ptáků a to v roce 2019, byly pozorovány druhy jako holub doupňák (Columba oenas), krutihlav obecný (Jynx torquilla), puštík obecný (Strix aluco), datel černý (Dryocopus martius), žluna zelená (Picus viridis), strakapoud velký (Dendrocopos major), strakapoud malý (Dendrocopos minor), špaček obecný (Sturnus vulgaris), brhlík lesní (Sitta europaea), šoupálek krátkoprstý (Certhia brachydactyla), lejsek šedý (Muscicapa striata), rehek domácí (Phoenicurus ochruros), rehek zahradní (Phoenicurus phoenicurus), krahujec obecný (Accipiter nisus), dlask tlustozobý (Coccothraustes coccothraustes) nebo sedmihlásek hajní (Hippolais icterina).

## Geologie
Přírodní památka se nachází v moldanubiku Českého masivu, podloží tvoří biotit a biotitická pararula s kvarcity, překryté jsou hnědozemí a kambizemí. Geomorfologicky území spadá do geomorfologické oblasti Českomoravská vrchovina, celku Jevišovická pahorkatina, podcelku Jaroměřická kotlina a leží na rozhraní okrsků Stařečská pahorkatina a Moravskobudějovická kotlina.

## Hydrologie
Přírodní památka je odvodňována potokem Hekrle, ten se vlévá do Šebkovického potoka a ten se vlévá do řeky Rokytné.